# Idaea cellifimbria
Idaea cellifimbria là một loài bướm đêm trong họ Geometridae.